# ATP Challenger Río Grande
Der ATP Challenger Río Grande (offiziell: Río Grande Challenger) war ein Tennisturnier, das 1997 einmal in Río Grande, Puerto Rico, stattfand. Es gehörte zur ATP Challenger Tour und wurde im Freien auf Sand gespielt.

## Liste der Sieger

### Einzel
| Jahr | Sieger           | Finalgegner    | Ergebnis |
| ---- | ---------------- | -------------- | -------- |
| 1997 | Franco Squillari | Marcello Craca | 6:3, 6:4 |

### Doppel
| Jahr | Sieger                          | Finalgegner                   | Ergebnis      |
| ---- | ------------------------------- | ----------------------------- | ------------- |
| 1997 | Lucas Arnold Ker Daniel Orsanic | Mariano Hood Sebastián Prieto | 7:5, 3:6, 6:3 |